# ليبوغليكوببتيد
ليبوغليكوببتيد (بالإنجليزية: Lipoglycopeptides)‏ هي فئة من المضادات الحيوية التي تحتوي على سلاسل جانبية محبة للدهون مرتبطة ببتيدات الجليكوببتيدات. يشمل الفصل أوريتافانسين وتيلافانسين ودالبافانسين. 
في سبتمبر 2009، وافقت إدارة الغذاء والدواء الأمريكية (FDA) على عقار تيلافانسين (فيباتيف) لعلاج التهابات الجلد وبنية الجلد المعقدة (cSSSI). في 23 مايو 2014، وافقت إدارة الغذاء والدواء الأمريكية على عقار دالبافانسين (Dalvance)، وهو دواء عن طريق الحقن، يتم إعطاؤه عن طريق الوريد بجرعتين على حدة بفارق أسبوع. في 6 أغسطس 2014، وافقت إدارة الغذاء والدواء الأمريكية على عقار أوريتافانسين (Orbactiv)، وهو دواء يعطى عن طريق الحقن كجرعة وحيدة لتشمل دورة كاملة من العلاج.
تيلافانسين هو الأقوى بين الثلاثة ضد المطثية وهي جنس من بدائيات النوى. 

## الموافقات والتجارب السريرية
أكمل تيلافانسين (حقنة واحدة يوميًا) 4 تجارب من المرحلة الثالثة.  وحصل على موافقة إدارة الغذاء والدواء الأمريكية في سبتمبر 2009 لعلاج التهابات بنية الجلد والجلد المعقدة (cSSSI).
أكمل أوريتافانسين (مرة واحدة يوميًا) تجارب المرحلتين الثانية والثالثة.    تمت الموافقة على أوريتافانسين من قبل إدارة الغذاء والدواء الأمريكية في 6 أغسطس 2014، وبحلول منتصف عام 2015، لعلاج التهاب الجلد البكتيري الحاد والتهابات بنية الجلد (ABSSSI).  
كان دالبافانسين (حقنة مرة واحدة أسبوعيا) يخضع لتجربة المرحلة الثانية، انتهت في عام 2003. وافقت إدارة الغذاء والدواء الأمريكية على استخدام دواء دالبافانسين لعلاج عدوى بكتيريا المكورات العنقودية عند البالغين في 23 مايو 2014. دالبافانسين مخصص لعلاج الالتهابات البكتيرية الحادة للجلد وبنية الجلد (ABSSSI) التي تسببها بعض البكتيريا الحساسة مثل المكورات العنقودية الذهبية (بما في ذلك سلالات الميثيسيلين الحساسة والمقاومة للميثيسيلين) والمكورات العقدية المقيحة. دالبافانسينهو أول دواء تم تصنيفه كمنتج مؤهل للأمراض المعدية (QIDP) ليحصل على موافقة إدارة الغذاء والدواء. تحت عنوان استحداث حوافز المضادات الحيوية الآن (GAIN) لقانون (FDA) للسلامة والابتكار، منح دالبافانسين تصنيف (QIDP) لأنه دواء بشري مضاد للبكتيريا أو مضاد للفطريات يهدف إلى علاج الالتهابات الخطيرة أو التي تهدد الحياة. كجزء من تصنيف (QIDP)، تم إعطاء دالبافانسين مراجعة ذات أولوية، والتي توفر مراجعة سريعة لتطبيق الدواء. كما يؤهلها تعيين دالبافانسين (QIDP) لخمس سنوات إضافية من التفرد التسويقي لإضافتها إلى فترات حصرية معينة ينص عليها بالفعل قانون الغذاء والدواء ومستحضرات التجميل.